# Gmina Grant (hrabstwo Cerro Gordo)

Położenie Gminy Grant w hrabstwie Cerro Gordo

Gmina Grant (ang. Grant Township) – gmina w USA, w stanie Iowa, w hrabstwie Cerro Gordo. Według danych z 2000 roku gmina miała 354 mieszkańców, a jej powierzchnia wynosi 91,81 km².